# Nina Gualinga
Nina Gualinga, née en juin 1993, est une militante autochtone écoféministe équatorienne qui s'engage contre l'exploitation intensive des combustibles fossiles par l'industrie pétrolière en Amazonie. Elle est titulaire de l'International President's Youth Award de WWF, attribué par le président de WWF International.

## Biographie
Nina Gualinga nait en 1994, dans la communauté kichwa de Sarayaku en  Amazonía ecuatoriana. Sa mère est kichwa et son père finlandais suédophone. Sa sœur cadette est la militante Helena Gualinga, elles sont les nièces de Patricia Gualinga.
Elle défend la justice environnementale et les droits des villages indigènes depuis ses 8 ans, en participant à des forums pour représenter sa communauté. En 2018, elle reçoit l'International President's Youth Award de WWF, qui reconnaît ses efforts pour protéger la nature et les communautés de l'Amazonie. 
Elle lance un appel en faveur des droits indigènes et pour une économie libre de combustibles fossiles. 
Elle est porte-parole de l'écoféminisme. Elle lutte en lançant une campagne contre l'expansion de la frontière pétrolière en l'Amazone. 

### Militantisme écologique

#### Représentation des intérêts Sarayaku
En 2011, elle représente la communauté Sarayaku devant la Cour Interaméricaine des Droits Humains. Elle explique comment le territoire du Village Sarayaku subit l'exploitation du sol pétrolier. 
Elle assiste aux appels mondiaux pour maintenir le pétrole dans le sol, et défend les femmes indigènes de sept nationalités qui se battent pour leurs droits et l'équilibre écologique de leurs territoires.
En 2011, à 8 ans elle se rend devant la Commission des Droits Humains au Costa Rica,. Après sa participation, la CIDH a tranché en faveur de la communauté Sarayaku. Les habitants de Sarayaku, ont démontré qu'il reste des tonnes de déchets enterrées et craignent que de nouvelles concessions pétrolières les affectent dans un futur, avec la déforestations d'essences de grande valeur culturelle.  
Le 2 décembre 2016, le village de Sarayaku se présente à nouveau devant la CIDH pour connaitre la sentence. La Cour juge à nouveau en faveur des intérêts du village.

#### Actions en faveur de l'environnement et des femmes
Nina Gualingua participe à des forums internationaux, comme, la  COP 21 ou la CMNUCC, organe de l'ONU responsable du climat, dont le siège se trouve en Bonn en Allemagne, elle est allée aussi à Lima, Paris. Elle fait partie du Congrès Mondial de la Nature UICN 2016, pour protéger l'environnement et réduire l'usage global de combustibles fossiles.
Nina Gualingua est cofondatrice de Hakhu Amazon Design, un projet pour les femmes indigènes d'Amazoníe équatoriale, à travers l'usage de l'héritage culturel artistique de garantir la protection des territoires et fournir une source de revenus à travers la création d'art et de bijouterie.
En avril 2018 elle rejoint 120 femmes amazoniennes pour une audience avec le président de l'Équateur, Lénine Brun et lui livrer le Manifesto des Femmes Amazoniennes avec vingt-deux exposés et dont l'axe central est le refus des extractions pétrolières et des mines dans les forêts équatoriennes .